# Comuna Vrpolje, Slavonski Brod-Posavina
Vrpolje este o comună în cantonul Slavonski Brod-Posavina, Croația, având o populație de 3.521 de locuitori (2011).

## Demografie
Componența etnică a comunei Vrpolje
     Croați (98,95%)
     Necunoscut (0,06%)
     Neclasificat (0,91%)
Componența confesională a comunei Vrpolje
     Catolici (98,55%)
     Necunoscută (0,45%)
     Alte religii (0,99%)
Conform recensământului din 2011, comuna Vrpolje avea 3.521 de locuitori. Din punct de vedere etnic, majoritatea locuitorilor (98,95%) erau croați. Apartenența etnică nu este cunoscută în cazul a 0,06% din locuitori. Din punct de vedere confesional, majoritatea locuitorilor (98,55%) erau catolici. Pentru 0,45% din locuitori nu este cunoscută apartenența confesională.